# Carl Ludwig Philipp von Gilsa
Freiherr Carl Ludwig Philipp von und zu Gilsa (* 24. März 1753 in Gilsa; † 29. September 1823 ebenda) war ein kurhessischer Kammerherr, königlich-westphälischer Oberstallmeister und Großhofmeister. Er entstammte dem Adelsgeschlecht derer von und zu Gilsa. 

## Leben
Carl Ludwig Philipp von Gilsa wurde Jagdpage in der Landgrafschaft Hessen-Kassel und dann Leutnant im Regiment der Gardes du Corps. 1786 wurde er Rittmeister im Regiment der Gardes du Corps und adliger Stallmeister. Er galt als ausgezeichneter Reiter und Pferdekenner und betrieb einen Pferdehandel. 1789 wurde er Hessen-Kasselscher Kammerherr, Reisestallmeister und Rittmeister à la suite. 1795 fiel er beim Landgrafen Wilhelm IX. in Ungnade und wurde als Vice-Oberstallmeister und Kammerherr entlassen. 1796 wurde er Amtmann der Propstei Gellingen und widmete sich 1797/98 der Bewirtschaftung seines Gutes.
Am 7. November 1801 wurde er rehabilitiert und als Kammerherr und Vice-Oberstallmeister wiedereingesetzt. 1801 wurde er angeblich wegen seiner Mitwirkung bei der Erhebung des Landgrafen zum Kurfürsten in den Grafenstand erhoben, doch er lehnte dies wegen der Kosten des Diploms ab. 1804 wurde er Oberstallmeister.
1806 war er Kurhessischer Gesandter zum König von Holland. Im gleichen Jahr wurde er als Deputierter der Hessischen Ritterschaft nach Paris geschickt. 1807 wurde er Großhofmeister bei der Königin Katharina von Westphalen. 1809–1810 war er Gesandter des Königreichs Westphalen bei Louis Bonaparte, König von Holland. Er überlebte das Attentat eines Hufschmiedes, bei dem der General Joseph Antoine Morio ermordet wurde. Im Herbst 1812 wurde er Gouverneur des Palastes in Braunschweig. Die Königlich Westphälische Anerkennung des Freiherrenstandes datiert vom 2. April 1813.
Nach dem Ende des Königreichs Westphalen 1813 resignierte er und verzichtete auf seine Pensionen. Vom aus dem Exil zurückkehrenden Kurfürsten Wilhelm I. wurde er wegen seiner Kollaboration mit der Napoleonischen Fremdherrschaft geschnitten.

## Familie
Sein Vater Carl Ludwig von und zu Gilsa (1717–1755) war Kapitän des Dragoner-Regiments. Seine Mutter war Charlotte Dorothea von und zu Löwenstein (1716–1779).
Seine ältere Schwester Charlotte Christine Wilhelmine von Gilsa (1752–1822) war Äbtissin des Stiftes Wallenstein zu Homberg und Mitverschwörerin bei den Vorbereitungen des Dörnberg-Aufstands gegen Jérôme Bonaparte.
Am 27. Oktober 1780 heiratete er Wilhelmine von Wintzingerode. Diese starb nach einer Totgeburt, woraufhin er Elisabeth Marie Friederike von Buttlar heiratete.